# Жабинковский сахарный завод
Жа́бинковский сахарный завод (бел. Жабінкаўскі цукровы завод) — белорусский сахарный завод, градообразующее предприятие города Жабинка Брестской области. Один из четырёх сахарных заводов в Республике Беларусь.

## История
Обоснование строительства завода было подготовлено в 1959 году, в 1960 году был заключён межгосударственный договор на строительства завода с Польшей; к основной фазе строительства приступили в 1961 году. Завод был введён в эксплуатацию в 1963 году. Первоначально мощность предприятия составляла 3 тыс. т переработки свеклы в сутки, на заводе работало 1163 человека. Первоначально завод подчинялся Управлению пищевой промышленности Совета народного хозяйства БССР, в 1964 году передан Управлению по переработке сельскохозяйственной продукции СНХ БССР, в 1965 году — Министерству пищевой промышленности БССР. В 1965 году завод освоил переработку тростникового сахара-сырца.
В 1992 году началось расширение завода, к 2000 году мощность предприятия была доведена до 4,5 тыс. т переработки сахарной свеклы в сутки. В 1995 году преобразован в открытое акционерное общество в составе концерна «Белгоспищепром». По состоянию на 2005 год перерабатывал до 6 тыс. т сахарной свеклы в сутки и производил сахар из тростникового сахара-сырца. Сезон переработки свеклы длится с сентября по январь. Завод также производил кормовую мелассу, свекловичный жом и прочую продукцию.

## Современное состояние
По состоянию на 2018 год мощность завода было доведена до 8,5 тыс. т сахарной свеклы в сутки. В январе 2020 года директор завода был задержан по подозрению в «незаконной деятельности». По итогам 2020 года выручка завода составила 142,8 млн руб. (ок. 55 млн долларов), чистая прибыль — 236 тыс. руб. (90 тыс. долларов), долгосрочные обязательства — почти 150 млн руб., непокрытый убыток — 19,4 млн руб. По результатам проверки отчёта аудиторы заявили о неудовлетворительной структуре бухгалтерского баланса предприятия, недостаточной обеспеченности собственными оборотными средствами, значительном объёме краткосрочных обязательств. Схожие проблемы отмечались аудиторами ещё по итогам 2018 года. В апреле 2021 года заводу был предоставлен льготный (0,01 % годовых) кредит на 40 млн руб. под государственные гарантии. В 2020 году на заводе работало около 700 человек.
В августе 2020 года сообщалось об активном участии работников завода в акциях протеста против фальсификации результатов президентских выборов и о забастовке на предприятии.